# Ars-Laquenexy
Ars-Laquenexy (Duits: Ars bei Kenchen) is een gemeente in het Franse departement Moselle in de regio Grand Est en telt 741 inwoners (1999).

## Geschiedenis
De gemeente maakte deel uit van het kanton Pange in het arrondissement Metz-Campagne tot op 22 maart 2015 beide werden opgeheven. Ars-Laquenexy werd opgenomen in het nieuwgevormde kanton Le Pays Messin, dat onderdeel werd van het arrondissement Metz.

## Geografie
De oppervlakte van Ars-Laquenexy bedraagt 6,2 km², de bevolkingsdichtheid is 119,5 inwoners per km².
De onderstaande kaart toont de ligging van Ars-Laquenexy met de belangrijkste infrastructuur en aangrenzende gemeenten.

## Demografie
Onderstaande figuur toont het verloop van het inwonertal (bron: INSEE-tellingen).